# Монеты Украины
Монеты Украины — монеты, выпущенные Национальным банком Украины с 1992 года по настоящее время.

## Первые монеты современной Украины
Первые монеты современной Украины (1, 2, 5, 10, 25 и 50 копеек) появились в обращении с 2 сентября 1996 года — вместе с введением гривны. Однако их дизайн был утверждён ещё в 1992 году, а отчеканены они были в конце 1993 года. В период обращения карбованца (1992—1996), который формально делился на 100 копеек, ни монеты, ни бумажные разменные денежные знаки в копейках в обращение не выпускались. С 12 марта 1997 года в обращение вошла монета номиналом 1 гривна (образец 1995 года и пробные монеты 1992 года). До 1993 года ряд монет (1, 5, 10 и 25 копеек) выпускались на Монетном дворе Италии; впоследствии все монеты выпускались на Луганском патронном заводе.

## Разменные и оборотные монеты
Разменные и оборотные монеты Украины (укр. Розмінні й обігові монети) — монеты Национального банка Украины, отчеканенные массовым тиражом для обращения, в отличие от памятных и юбилейных монет, имеющих ограниченный тираж.

### Разменные монеты
Разменные монеты Украины:

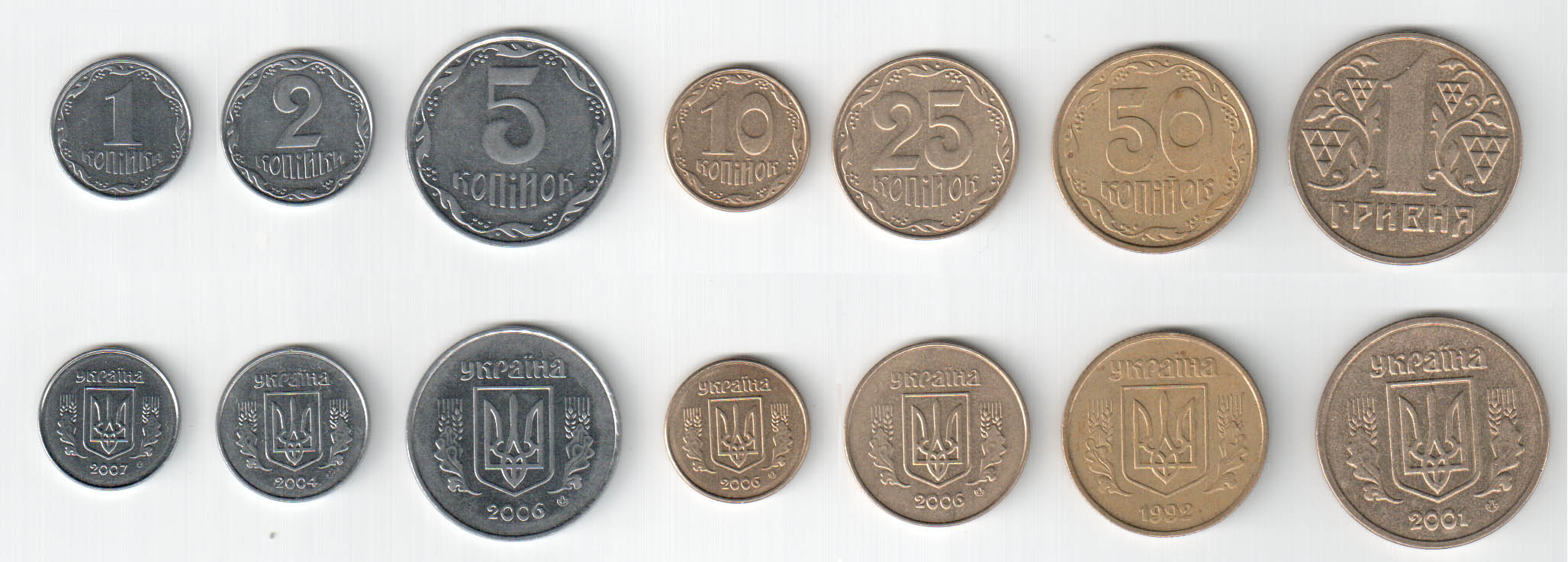
Монеты Украины

- 1 копейка — нержавеющая сталь (годы выпуска: 1992, 1994, 1996, 2000—2012). 2013—2016, 2018 года только в коллекционных наборах.
- 2 копейки — алюминиевый сплав (годы выпуска: 1992—1996); нержавеющая сталь (годы выпуска: 2001—2002, 2004—2012). 2013—2016, 2018 года только в коллекционных наборах.
- 5 копеек — нержавеющая сталь (годы выпуска: 1992, 2003—2015). 1996, 2001, 2016, 2018 только в коллекционных наборах.
- 10 копеек — латунь (годы выпуска: 1992, 1994, 1996), алюминиевая бронза (годы выпуска: 2001—2013), низкоуглеродная сталь с латунным гальванопокрытием (2014—2016, 2019, 2022).
- 25 копеек — латунь (1992, 1994, 1996), алюминиевая бронза (1992, 2001, 2006—2013), низкоуглеродная сталь с латунным гальванопокрытием (2014—2015).
- 50 копеек — латунь (годы выпуска: 1992, 1994, 1995, 1996); алюминиевая бронза (годы выпуска: 2001, 2003, 2006—2012). С 1 октября 2013 года — низкоуглеродистая сталь с гальваническим покрытием (годы выпуска: 2013, 2014, 2016, 2018, 2023)[2].

С 1 октября 2019 года монеты номиналами 1, 2 и 5 копеек перестали быть платёжным средством, Национальный банк Украины изымает их из оборота.
С 1 октября 2020 года монеты номиналом 25 копеек перестали быть платёжным средством, Национальный банк Украины изымает их из оборота.

### Оборотные монеты
Оборотные (курсовые) монеты Украины:
- 1 гривна — латунь. Годы выпуска: 1992, 1995 и 1996.
- 1 гривна — алюминиевая бронза. Годы выпуска: 2001, 2002, 2003.
- 1 гривна «Владимир Великий» — алюминиевая бронза. Годы выпуска: 2004, 2005, 2006, 2010, 2011, 2012, 2014. Года :2008, 2013, 2015, 2016, 2018 только в коллекционных наборах.
- 1 гривна «60 лет освобождения Украины от фашистских захватчиков» — алюминиевая бронза. Год выпуска: 2004.
- 1 гривна «60 лет Победы в Великой Отечественной войне 1941—1945 годов» — алюминиевая бронза. Год выпуска: 2005.
- 1 гривна «65 лет Победы в Великой Отечественной войне 1941—1945 годов» — алюминиевая бронза. Год выпуска: 2010.
- 1 гривна «Финальный турнир чемпионата Европы по футболу 2012 года» — алюминиевая бронза. Год выпуска: 2012.
- 1 гривна «70 лет Победы» — алюминиевая бронза. Год выпуска: 2015.
- 1 гривна «20 лет денежной реформе на Украине» — алюминиевая бронза. Год выпуска: 2016.

### Новые монеты (2018 год)
В 2018 году Нацбанк объявил о решении прекратить выпуск в обращение монет номиналом в 1, 2, 5 и 25 копеек и ввести в оборот новые монеты номиналом 1, 2, 5 и 10 гривен.
| Оборотные монеты образца 2018 года | Оборотные монеты образца 2018 года | Оборотные монеты образца 2018 года | Оборотные монеты образца 2018 года | Оборотные монеты образца 2018 года | Оборотные монеты образца 2018 года | Оборотные монеты образца 2018 года | Оборотные монеты образца 2018 года        | Оборотные монеты образца 2018 года | Оборотные монеты образца 2018 года           | Оборотные монеты образца 2018 года | Оборотные монеты образца 2018 года | Оборотные монеты образца 2018 года |
| Изображение                        | Изображение                        | Изображение                        | Номинал (гривен)                   | Параметры                          | Параметры                          | Параметры                          | Параметры                                 | Описание                           | Описание                                     | Описание                           | Дата                               | Дата                               |
| Аверс                              | Реверс                             | Гурт                               | Номинал (гривен)                   | Диаметр (мм)                       | Толщина (мм)                       | Масса (г)                          | Материал                                  | Гурт                               | Аверс                                        | Реверс                             | первой чеканки                     | выпуска                            |
| ---------------------------------- | ---------------------------------- | ---------------------------------- | ---------------------------------- | ---------------------------------- | ---------------------------------- | ---------------------------------- | ----------------------------------------- | ---------------------------------- | -------------------------------------------- | ---------------------------------- | ---------------------------------- | ---------------------------------- |
|                                    |                                    |                                    | 1 гривна                           | 18,9                               | 1,7                                | 3,3                                | Сталь с гальваническим покрытием          | Рубчатый                           | Герб Украины, номинал, декоративный орнамент | Владимир Великий                   | 27 апреля 2018                     | 2018 2019 2020 2021 2022 2023 2024 |
|                                    |                                    |                                    | 2 гривны                           | 20,2                               | 1,8                                | 4,0                                | Сталь с гальваническим покрытием          | Рубчатый                           | Герб Украины, номинал, декоративный орнамент | Ярослав Мудрый                     | 27 апреля 2018                     | 2018 2019 2020 2021 2022 2023 2024 |
|                                    |                                    |                                    | 5 гривен                           | 22,1                               | 2                                  | 5,2                                | Цинковый сплав с гальваническим покрытием | Рубчатый с гладкими областями      | Герб Украины, номинал, декоративный орнамент | Богдан Хмельницкий                 | 20 декабря 2019                    | 2019 2020 2021 2022 2023 2024      |
|                                    |                                    |                                    | 10 гривен                          | 23,5                               | 2,3                                | 6,4                                | Цинковый сплав с гальваническим покрытием | Рубчатый                           | Герб Украины, номинал, декоративный орнамент | Иван Мазепа                        | 3 июня 2020                        | 2020 2021 2022 2023 2024           |

В настоящее время Национальный банк Украины выпускает разменные монеты номиналом 10 и 50 копеек, а также курсовые (оборотные) монеты достоинством в 1, 2, 5 и 10 гривен.
С 3 июня 2020 года в обращение введены монеты номиналом 10 гривен, которые постепенно заменят соответствующие банкноты.

## Юбилейные и памятные монеты
Национальный банк Украины с 1995 года выпускает памятные монеты. В 1995—1996 годах они были номинированы в карбованцах, с 1996-го — в гривнах. Всего за время независимости Украины по состоянию на 23 апреля 2019 года было выпущено 867 таких монет. Из них 417 из недрагоценных металлов (17 мельхиор и 400 нейзильбер), 346 серебряных, 54 золотых и 50 биметаллических (из серебра и золота).

## Инвестиционные монеты
Национальный банк Украины относит к инвестиционным группу золотых и серебряных монет 999,9 пробы, получивших название «Архистратиг Михаил».